# الغارة الجوية على حفل زفاف في مالي
في 3 يناير 2021، نفذت القوات المسلحة الفرنسية غارةً جوية استهدفت حفل زفاف وزعمت مقتل إرهابيين دون أي أضرار جانبية. كشف تقرير للأمم المتحدة في وقت لاحق أن 19 من بين 22 قتيلًا كانوا من المدنيين (جميعهم تقريبًا).

## الخلفية
في 2 يناير شن الجيش الفرنسي عملية الكسوف في مدينة بوني وحولها بالتنسيق مع جيوش مالي وبوركينا فاسو والنيجر.

## الغارة الجوية
في 3 يناير 2021، واجه المتطرفون الإسلاميون حفل زفاف في قرية بونتي بمنطقة موبتي، وسط مالي، حيث أمروا الحضور بالفصل بين الجنسين. نفذت طائرة مقاتلة غارة جوية قتلت 22 شخصًا، بينهم أطفال، وفقًا لشهود عيان ومسؤولين محليين بمن فيهم رئيس البلدية.
وقال سكان أيضًا أن طائرة هليكوبتر فتحت النار على المراسم. قالت القوات المسلحة الفرنسية إنها قتلت «العشرات» من الإسلامويين المتشددين في هومبوري، على بعد بضعة كيلومترات، في ذلك اليوم، لكن الصلة بين هذه الغارة وحفل الزفاف «لا تتوافق مع المعلومات التي تم جمعها قبل الغارة الجوية».
في 30 مارس 2021، خلصت بعثة قوات حفظ السلام التابعة لبعثة الأمم المتحدة المتكاملة المتعددة الأبعاد لتحقيق الاستقرار في مالي (مينوسما]]) إلى أن الغارة قتلت 19 مدنيًا عزلًا وثلاثة رجال مسلحين. ذكرت البعثة أن الغارة نفذت على حفل زفاف حضره حوالي 100 مدني وخمسة رجال مسلحين، يفترض أنهم أعضاء في جماعة مرتبطة بتنظيم القاعدة.
أصر الجيش الفرنسي على روايته للأحداث، ووصف تقرير الأمم المتحدة بأنه «متحيز».